# Lind National Park
Lind National Park är en nationalpark i Australien.   Den ligger i delstaten Victoria, i den sydöstra delen av landet, 250 km söder om huvudstaden Canberra. Lind National Park ligger 243 meter över havet. Arean är 13,7 kvadratkilometer.
I omgivningarna runt Lind National Park växer i huvudsak städsegrön lövskog.